# Germans Baschet

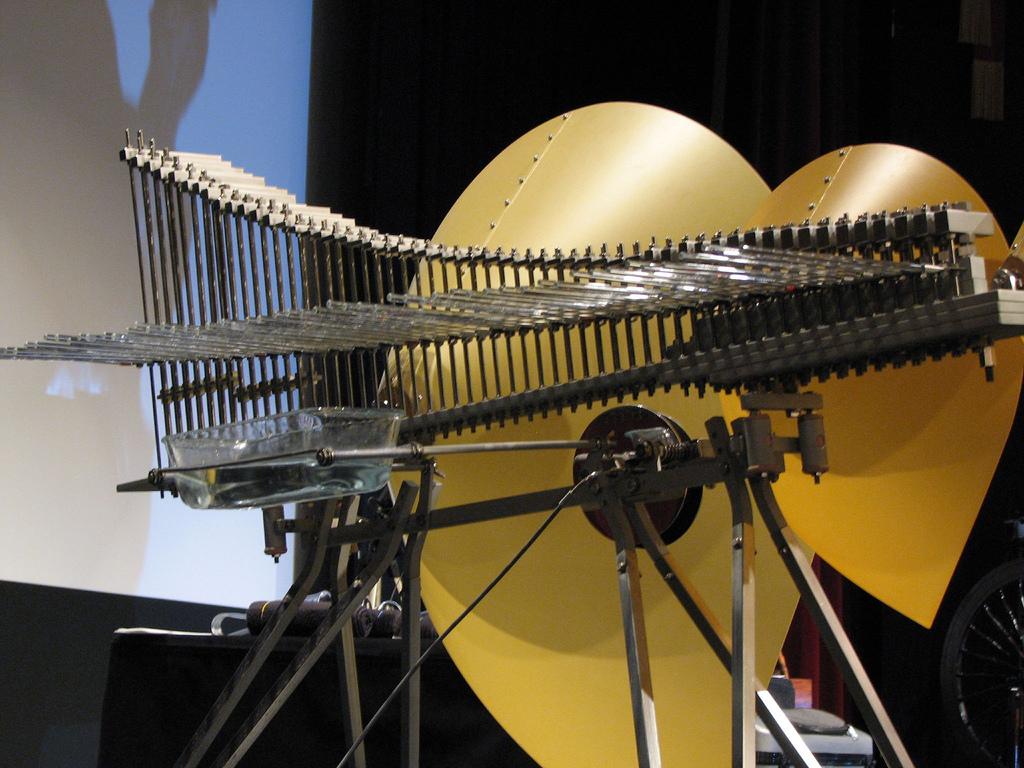
El cristall Baschet, un dels instruments creats pels germans Baschet.

Els germans Baschet van ser dos germans francesos, Bernard Baschet, enginyer (24 d'agost de 1917- agost de 2015), i François Baschet, escultor (30 de març de 1920 - 11 febrer 2014), que des dels anys 50 del segle xx van col·laborar en la creació d'escultures sonores i d'instruments musicals, entre els quals destaca el cristall Baschet.
Els germans Baschet, basant-se en extensos estudis d'acústica i organologia aplicats a l'escultura, van generar nous instruments musicals i van crear una nova disciplina a mig camí entre la el món de la ciència i el de l'art: l'Escultura Sonora.
Un element característic en molts d'aquests instruments de nova creació és l'amplificador, la part de l'instrument que amplifica i radia la vibració, que pot estar format per planxes en el cas del cristall, o fins i tot per un coixí d'aire en el cas de la guitarra inflable.
Els germans Baschet es van preocupar també per la pedagogia de la música, i a mitjans dels 1970s van desenvolupar, juntament amb els seus col·laboradors, l'Instrumentarium Pédagogique Baschet, un conjunt d'instruments orientat a l'ensenyament musical dels més menuts.
L'any 2009 François Baschet va fundar un nou espai de treball en col·laboració amb investigadors de la Facultat de Belles Arts. En aquest context de recuperació i continuació de l'obra iniciada pels Baschet, nombroses iniciatives internacionals, coordinades entre Barcelona i França, tenen lloc a la segona dècada del segle XXI. Entre elles, la catalogació analítica i multimèdia del corpus de l'obra, la localització i restauració de les obres existents, l'estudi aprofundit pel desenvolupament de noves formes, tal com els Baschet van promoure fins als seus últims dies. Entre totes les tasques de difusió en procés, hi figura l'actualització, de tots els articles a wikipèdia. Actualment, en català, es disposa d'una tesi doctoral sobre l'acústica dels Baschet, realitzada per Martí Ruiz i Carulla, que hom pot descarregar del repositori de la UB.
El dramaturg català Jordi Oriol va estrenar el 10 de juliol de 2021 al Teatre Lliure de Barcelona, dins del Festival Grec 2021 2021, l’obra La mala dicció, en la que dos instruments Baschet (un cristall-trombó i un multisòfon cedits per la família d’Andreu Ubach) tenen un protagonisme especial. Va ser assessorat pel Dr. Ruiz i Carulla, qui també va encarregar-se de la seva revisió.

## Biografia

### Els inicis
Bernard Baschet va néixer el 24 d'agost de 1917 a París, i François Baschet va néixer el 30 de març de 1920, també a París. Eren el tercer i el quart d'una família de cinc germans.
Bernard va iniciar estudis de música i de pintura, que va abandonar. Durant la Segona Guerra Mundial va estudiar una carrera d'enginyeria. Posteriorment s'establí al sud de França on s'ocupava d'un taller de fusteria.
François havia volgut ser artista, però pels advertiments del seu pare va estudiar administració d'empreses a la universitat. Després de la Segona Guerra Mundial l'exèrcit francès el va destinar a l'Argentina, fins al 1952, quan va decidir viatjar pel món fent de músic, cantant amb l'acompanyament d'una guitarra.
En pro d'un equipatge lleuger, François va fer la seva primera creació acústica, la guitarra inflable, on la caixa de ressonància era substituïda per un globus inflable (de fet, un coixí de càmping); a més, el mànec era plegable. L'any 1952 va tornar a París, on va patentar aquesta guitarra. Amb la intenció de millorar-la es va interessar pels fonaments de l'acústica dels instruments musicals, i va començar a realitzar tota mena d'experiments acústics, alhora que inicià estudis d'escultura.
Mentrestant Bernard havia començat a escoltar la música electrònica emergent en aquella època i es va adonar que hi havia un món nou per descobrir, de manera que va proposar al seu germà François deixar de banda l'escultura clàssica i col·laborar en el disseny de nous instruments musicals.

### La col·laboració
A inicis dels anys cinquanta del segle xx, els germans Bernard i François Baschet van plantejar un dubte raonable que consistia a demanar-se quin sentit tenia tocar la música del segle XX amb instruments del segle xviii. Si el corrent de la interpretació historicista de la música antiga, que començava a desenvolupar-se en aquells anys, propugnava que les obres de cada període s'havien de tocar amb els instruments i les tècniques pròpies de cada època per assolir la màxima fidelitat, no caldria fer el mateix amb la música del nostre temps? Amb aquesta premissa, doncs, els germans Baschet van investigar els materials i els procediments més adients per crear una sèrie de nous instruments que fossin realment contemporanis i representatius de la societat en què vivien i que, alhora, obrissin noves vies d'expressió i eixamplessin els horitzons musicals i artístics. Però a diferència d'altres tendències del moment –com la música concreta, que experimentava amb els materials sonors enregistrats, o la música electrònica, que aprofitava els avenços tecnològics per aplicar-los a tota mena d'instruments i dispositius musicals–, els pioners francesos es van centrar en l'estudi de l'acústica musical per generar una nova i àmplia família d'instruments.
A partir de 1952, els germans Baschet van estudiar els instruments musicals existents i van invertir aquest coneixement en la creació de dotzenes d'estructures sonores, o escultures sonores.
Aquests instruments, amb un aspecte sorprenent, estan manufacturats amb acer i alumini, i amplificats amb grans planxes còniques de metall. Normalment són instruments fàcils de tocar, fins i tot per gent poc experta.
Un exemple d'això és la Font Musical Hemisfair, que consisteix en una sèrie de pals en la part superior dels quals hi ha grups de difusors de so cònics, i, sobre ells, cercles de pues de metall. El so es genera per dolls d'aigua dirigits pels observadors.
El 1954 els germans Baschet van conèixer una parella de músics, Jacques Lasry, pianista i compositor, i Yvonne Lasry, organista. Els quatre van formar l'associació Structures Sonores Lasry-Baschet. Van fer els seus primers concerts el 1955, amb un cert èxit. El 1960 Jean Cocteau els va demanar música per al seu film Le testament d'Orphée. Van realitzar una gira, apareixent en programes de televisió, com ara The Ed Sullivan Show.
El 1965 van celebrar una exposició al Museu d'Art Modern de Nova York, que va adquirir una de les escultures dels Baschet.
En la dècada del 60 els Lasry van emigrar a Israel. El 1977 Bernard va conèixer Michel Deneuve, un músic, que es va unir a ells en una nova associació, i els va ajudar en la creació d'instruments, treballant especialment amb el cristall.

## Discografia
- Les Sculptures Sonores - The First Fifty Years, FMR Records, CD, 1999.
- 4 Espaces Sonores (amb Michel Deneuve i Alain Dumont), 1982.
- Structures for Sound, Museum of Modern Art, vinil 10", 1965.